# Exilioidea rectirostris
Exilioidea rectirostris är en snäckart som först beskrevs av Carpenter 1864.  Exilioidea rectirostris ingår i släktet Exilioidea och familjen Turbinellidae. Inga underarter finns listade i Catalogue of Life.